# Indalmus malayanus vulcanus
Indalmus malayanus vulcanus es una subespecie de coleóptero de la familia Endomychidae.

## Distribución geográfica
Habita en Java (Indonesia).